# Treble booster

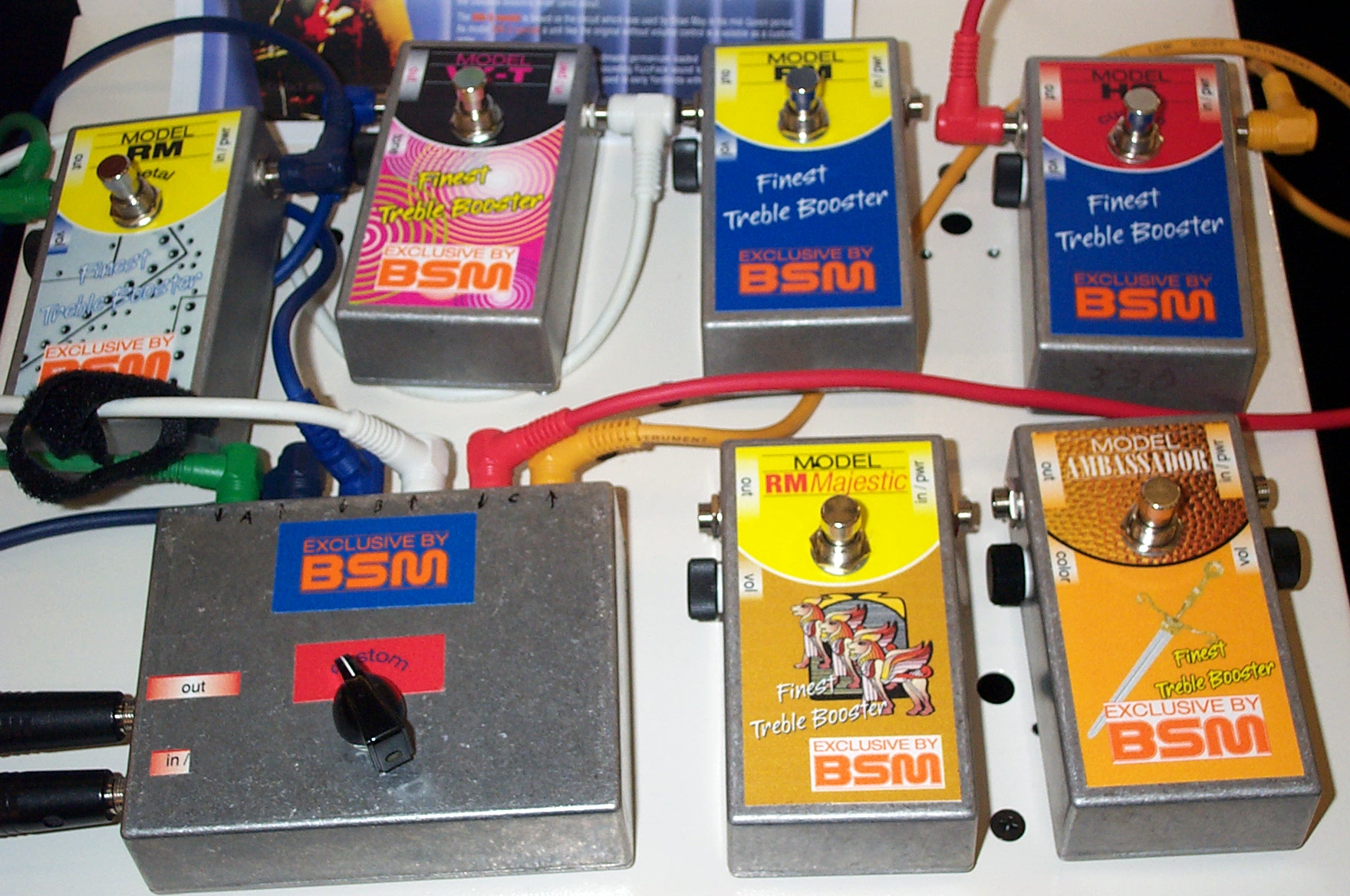
BSM Treble Boosters

Il treble booster è un effetto musicale utilizzato dai chitarristi che aumenta la presenza di medie e alte frequenze con un carattere molto dolce e musicale.